# Reichardt Ottó
Reichardt Ottó (Beregszász, 1884.november 6.–20. század) magyar nemzeti labdarúgó-játékvezető. Polgári foglalkozása mérnök.

## Pályafutása
A 19. század végére, a 20. század elejére jellemző sportolási tevékenység egyik képviselője. Sportágai a labdarúgás, úszás, kerékpározás, korcsolya.
A bírók (játékosok, csapat által elfogadott vezetők, szimpatizálók) önkéntesen vállalták szolgálatukat. Mérkőzéseik során a csapatok igyekeztek a számukra (vélt vagy valós előny) legjobban megfelelő bírót felkérni. 1901-ben az MLSZ Intézőbizottsága által létrehozott Bíróvizsgáló Bizottság (BB) előtt vizsgázott. Az Magyar Labdarúgó-szövetség (MLSZ) minősítésével NB II-es, majd NB I-es bíró. Küldési gyakorlat szerint rendszeres partbírói szolgálatot is végzett. 1908–1914 között a futballbíráskodás legjobb játékvezetői között tartják nyilván. A nemzeti játékvezetéstől 1916-ban visszavonult. 1909/1910 évadban volt a magyar kupa első kiírása. Vezetett kupadöntők száma: 1.
1908-tól az NB I játékvezetője. Az aktív nemzeti játékvezetéstől 1916-ban visszavonult.
| Időpont          | Helyszín             | Mérkőzés típusa                        | Mérkőzés  | Eredmény | Nézők száma |
| ---------------- | -------------------- | -------------------------------------- | --------- | -------- | ----------- |
| 1910. október 2. | Millenáris, Budapest | Magyar labdarúgókupa döntő 2. mérkőzés | MTK – BTC | 3 – 1    | 4000        |

Az Magyar Labdarúgó-szövetség (MLSZ) elnökségében több poszton sikerrel tevékenykedett. Szervezeti és szabályalkotó tudása elősegítette a szövetség szakszerű munkáját. 1899–1922 között a MAFC labdarúgó sportágának egyik első vezetője.1923-tól az NSC társelnöke.

## Külső hivatkozások
- Reichardt Ottó. tempofradi.hu. [2013. október 30-i dátummal az eredetiből archiválva]. (Hozzáférés: 2013. július 25.)
- Reichardt Ottó. magyarfutball.hu. (Hozzáférés: 2014. június 21.)
- Reichardt Ottó. valogatott.blog.hu. [2016. szeptember 17-i dátummal az eredetiből archiválva]. (Hozzáférés: 2016. május 22.)